# 엄마는 출장중
《엄마는 출장중》은 1996년 10월 7일부터 1996년 11월 12일까지 방영된 한국방송공사 월화 미니시리즈이다.

## 줄거리
정식으로 계약을 맺고 일하는 직업 가정부가 1남 3녀를 둔 50대 홀아비의 집안에서 실질적인 주부 노릇을 하던 끝에 새엄마가 된다는 코믹 홈드라마

### 방송 일시
| 방송 채널 | 방송 기간                   | 비고 |
| --------- | --------------------------- | ---- |
| KBS 2TV   | 1996년 10월 7일 ~ 11월 12일 | 종료 |

## 등장 인물
- 김용건 : 박성일 역 - 이벤트 회사 사장, 9년 전 사별
- 김보연 : 오현주 역 - 40대 중반의 가정부
- 장서희 : 박순영 역 - 맏딸, 야심가
- 이혜은 : 박지영 역 - 둘째 딸, 사고뭉치 대학생
- 김혜경 : 박혜영 역 - 셋째 딸, 고1
- 최정 : 박이삭 역 - 늦둥이, 막내아들
- 안정훈 : 김동훈 역
- 전원주
- 윤미라
- 김성환
- 임대호
- 이주현

## 참고 사항
- 당초 20대와 40대 여자 소매치기를 다룬 《파트너》란 제목으로 방영될 예정이었는데, 20대 여자 소매치기와 그녀의 친구 역은 이혜은과 홍경인, 40대 여자 소매치기 역은 김영란이 분할 예정이었다.
- 하지만, 주인공 직업(소매치기)이 공영방송에 맞지 않는다는 이유로 KBS는 1996년 9월 30일 제작을 취소했고, 《파트너》는 대구출장 보관됨 2021-07-17 - 웨이백 머신 출연진, 시놉시스를 재정비하여 《엄마는 출장중》이란 제목으로 변경했다.[1]
- 당초 박상아가 맏딸 역으로 낙점됐으나[2] 1996년 9월 30일 오후 6시 경 매니저를 통해 출연 거부를 밝히자 장서희를 맏딸 역으로 캐스팅했다.
- 장서희는 8시 50분에 방영 중이었던 SBS <엄마의 깃발>과 겹치기 출연을 해야했다.
- 엉성한 구성과 부자연스러운 진행 등으로 혹평을 받아온 데 이어 연기자들의 호흡이 맞지 않았다는 비판이 있었다.[3]
- 해당 드라마의 맏딸 역으로 낙점될 뻔한 박상아와 담당 PD 김종선은 KBS 1TV <태조 왕건>에서 호흡을 맞출 수 있었다.[4]
- 김종선은 KBS 2TV 아침드라마 <가을에 온 손님>[5] 조연출 중의 한 명이었다.